# 米蘭·約萬諾維奇 (1983年)
米蘭·約萬諾維奇（1983年7月21日—）是一位黑山足球運動員，在場上的位置是中後衛。他現在效力於伊朗職業足球聯賽球隊Padideh。他也代表黑山國家足球隊參賽。